# Le Minihic-sur-Rance
Le Minihic-sur-Rance è un comune francese di 1 450 abitanti situato nel dipartimento dell'Ille-et-Vilaine nella regione della Bretagna.

## Storia
Il comune del Minihic-sur-Rance è stato creato nel 1849, in seguito al smembramento del comune di Pleurtuit.

## Luoghi e monumenti
- Manoir des Auffenais, del XVI secolo o prima
- Château de Saint-Buc

## Società

### Evoluzione demografica
Abitanti censiti

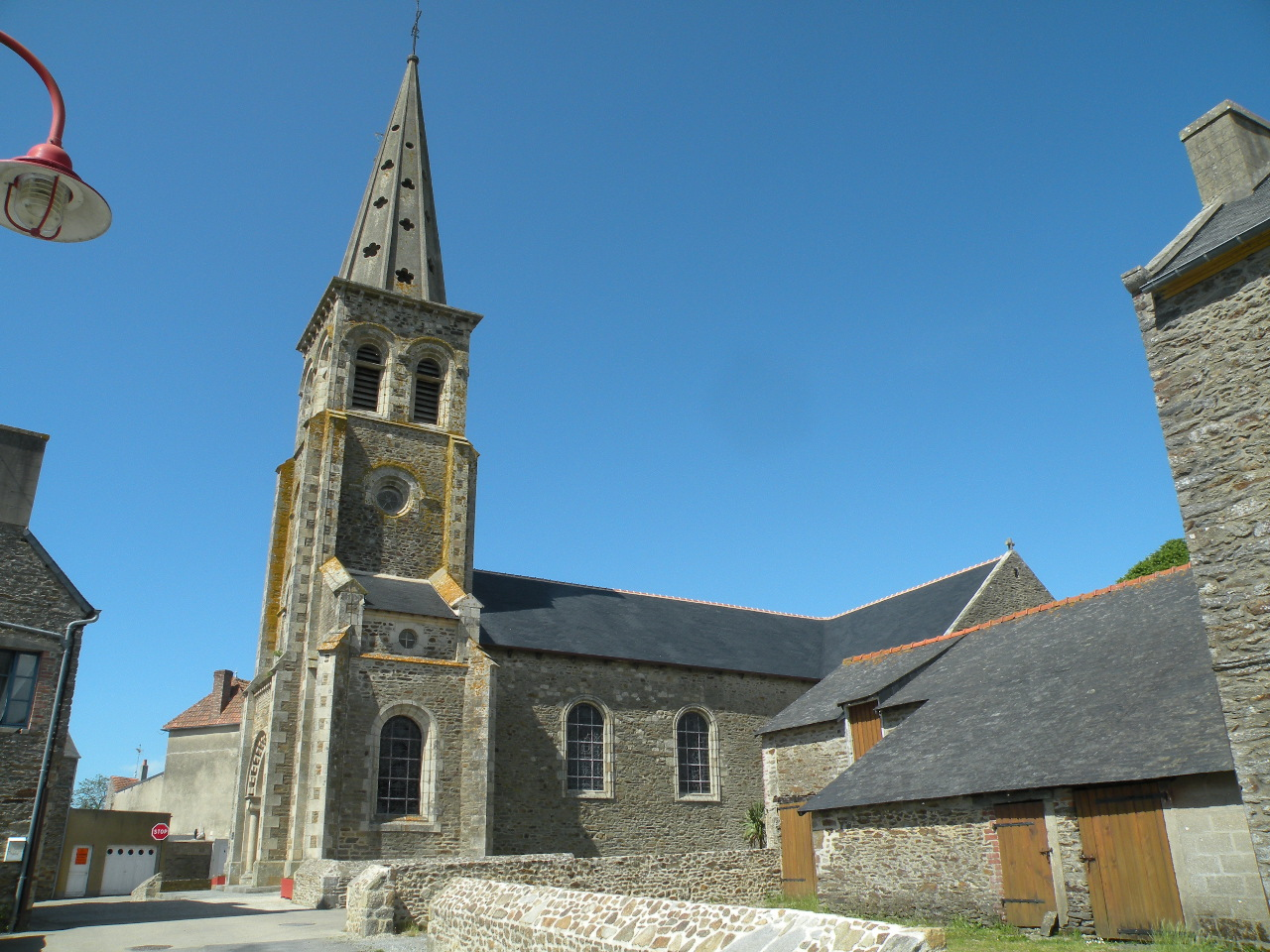
Kirche Saint-Malo
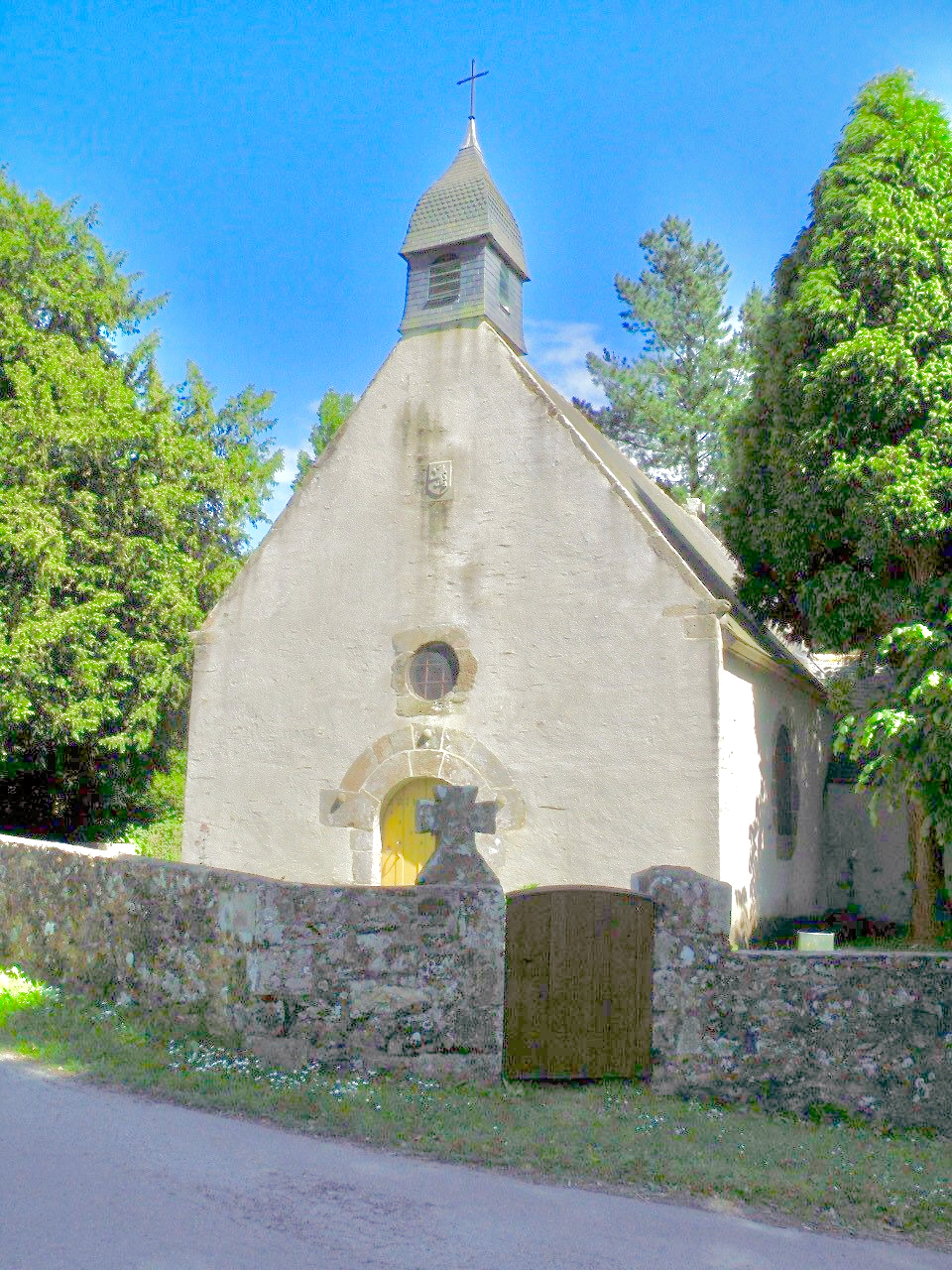
Kapelle Sainte-Anne
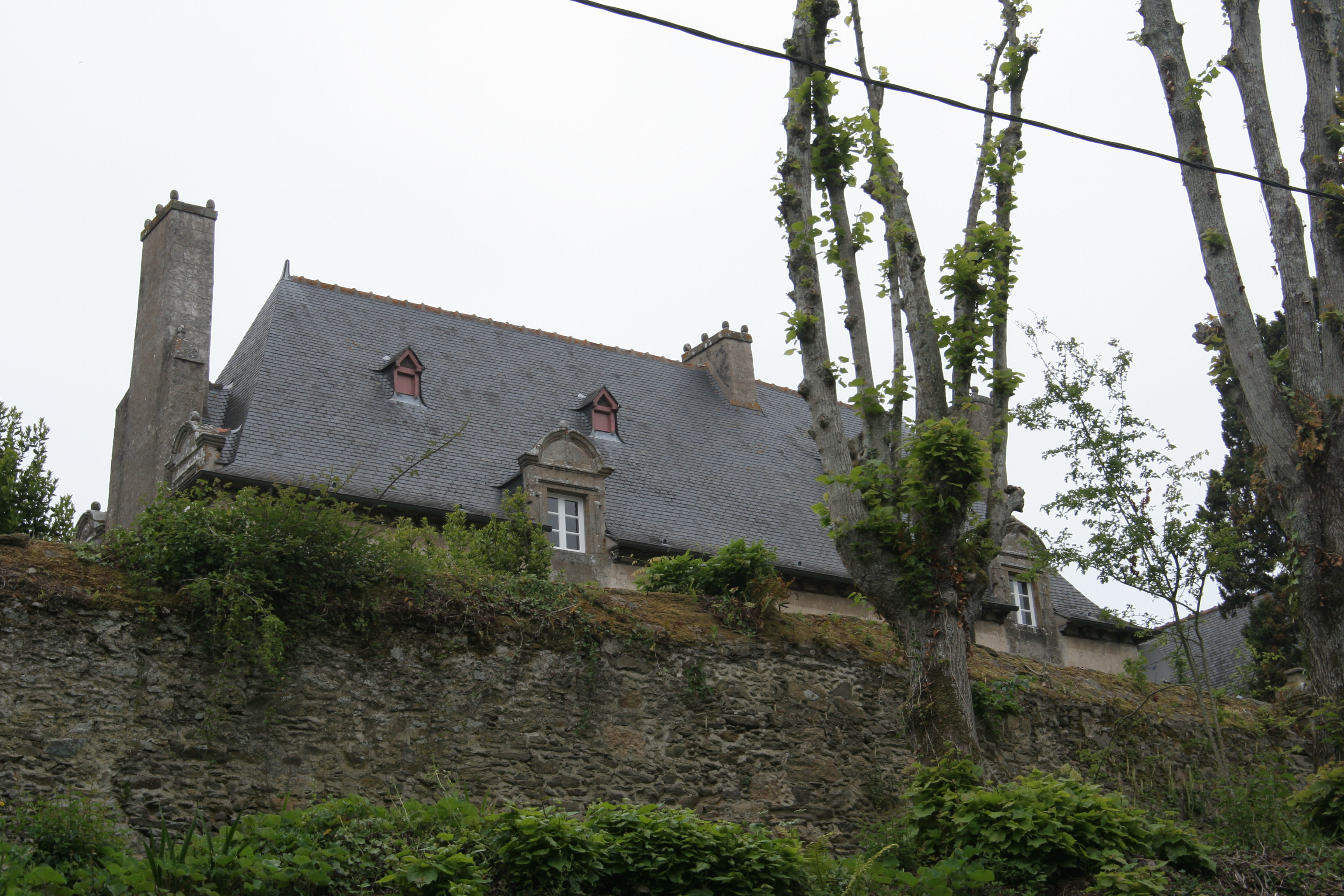
Herrenhaus Le Houx
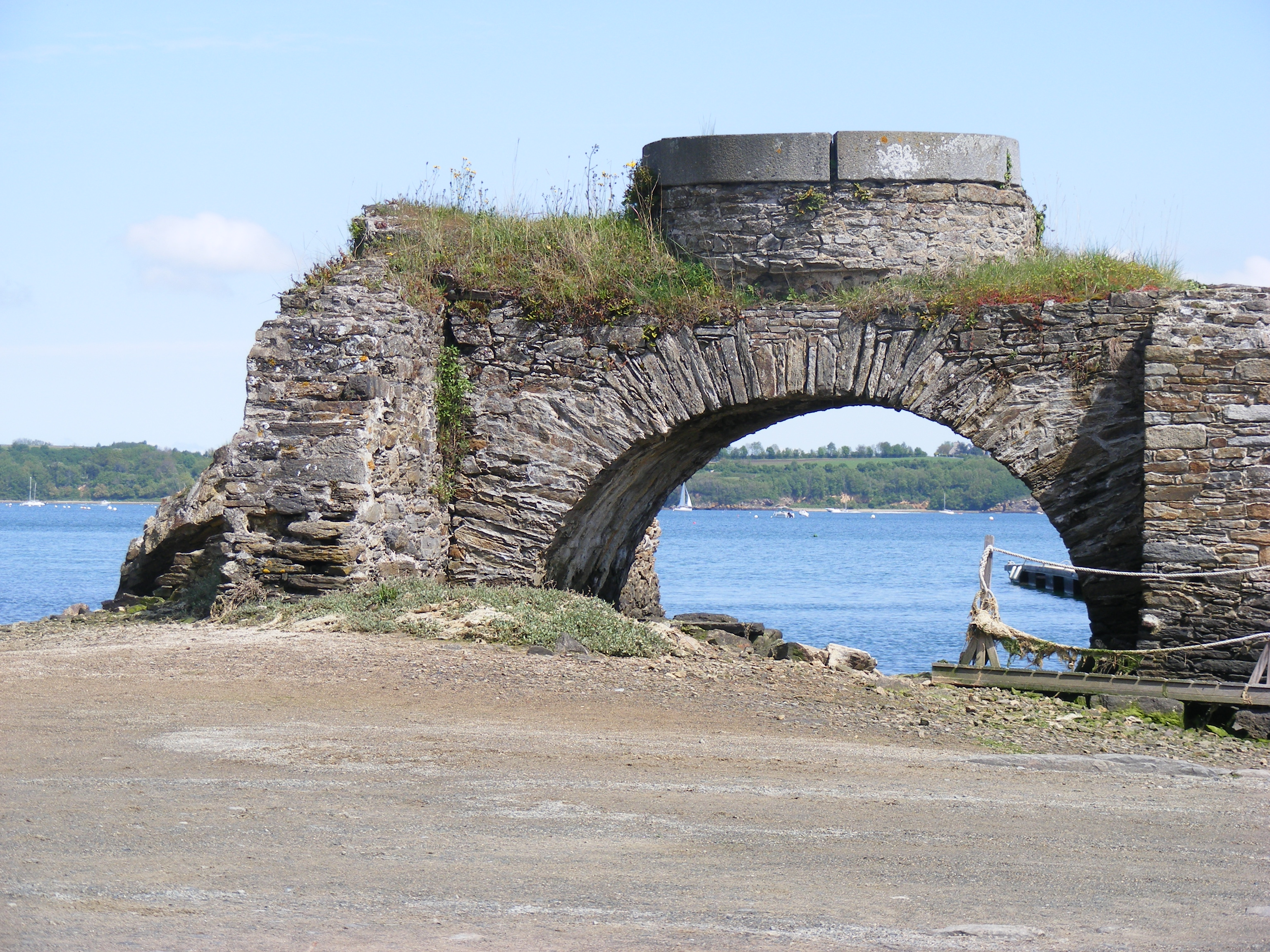
Gezeitenmühle
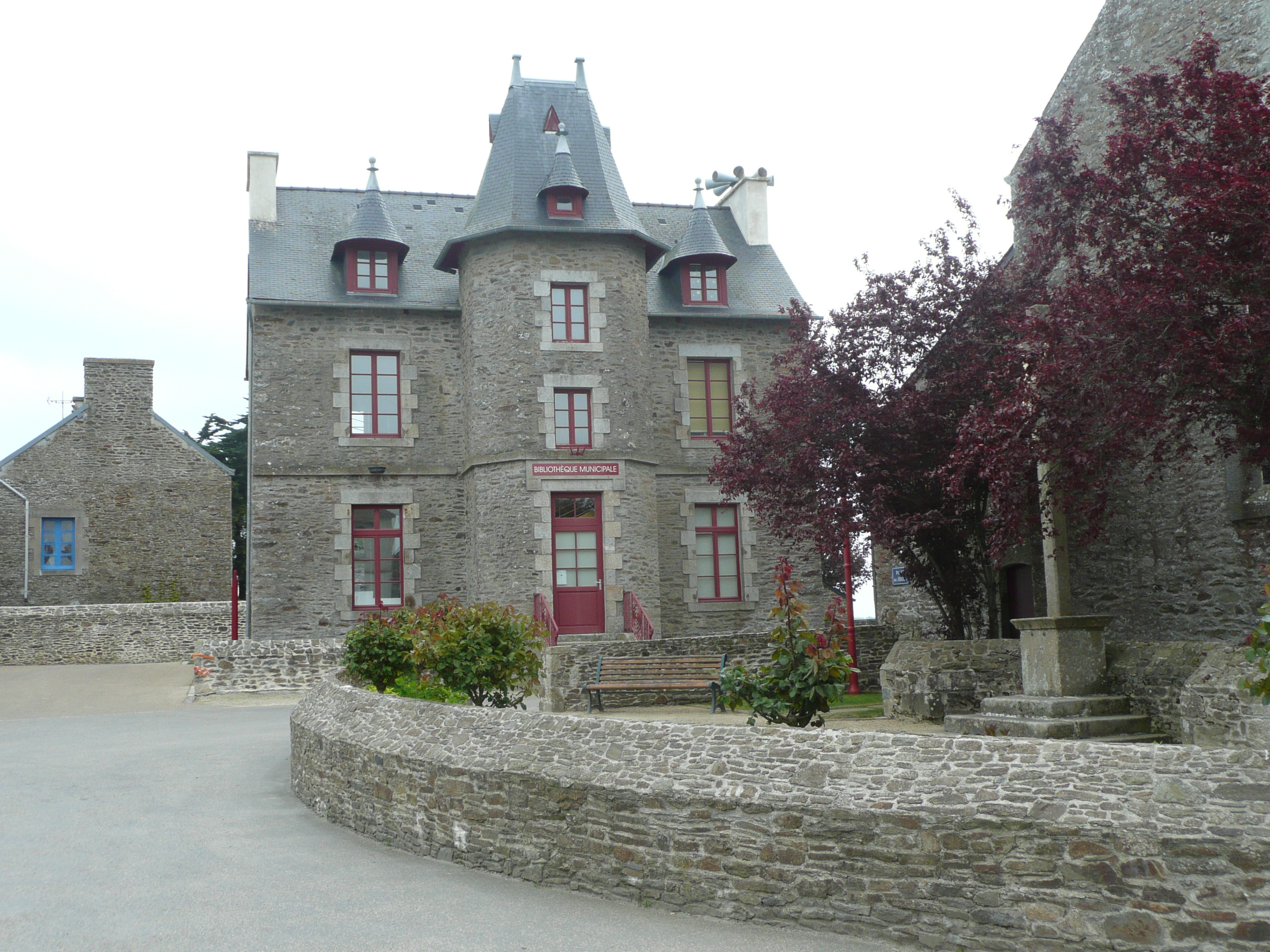
Bibliothek